# Blatec
Blatec (deutsch Blatze) ist eine Gemeinde in Tschechien. Sie liegt sieben Kilometer südlich von Olomouc und gehört zum Okres Olomouc.

## Geographie
Blatec befindet sich am Bach Romza in der Obermährischen Senke (Hornomoravský úval). Südöstlich des Dorfes verläuft die Eisenbahnstrecke Olomouc – Nezamyslice, die Bahnstation Blatec liegt außerhalb des Dorfes am freien Feld.
Nachbarorte sind Nedvězí und Nemilany im Norden, Kožušany und Tážaly im Nordosten, U Kocandy, Blatecký Mlýn, Grygov und Horka im Osten, Charváty im Südosten, Drahlov im Süden, Štětovice, Vrbátky und Dubany im Südwesten, Hablov im Westen sowie Bystročice im Nordwesten.

## Geschichte
Archäologische Funde belegen eine Besiedlung des Gemeindegebietes während der Trichterbecherkultur.
Die Ortschaft trug ursprünglich den Namen Tážaly bzw. Velké Tážaly, während das heutige Tážaly früher Tážalky hieß und zu keiner Zeit den Olmützer Stadtgütern gehörte.
Die erste schriftliche Erwähnung über ein dem Olmützer Kapitel gehöriges Vorwerk v Tasalech erfolgte im Jahre 1141 in einem Güterverzeichnis des Olmützer Bischofs Heinrich Zdik. Ab 1356 wurde der Ort Desal, ab 1400 Gross Desal, 1412 Magnus Dezal, 1430 Magnum Desal und 1499 Tážaly genannt.:S. 626 Im Jahre 1369 lässt sich erstmals der Name Blaczcze nachweisen; der ab 1492 in der tschechischen Form Blatec und 1508 als Blatcze zu finden ist.:S. 31 Beide Namen wurden bis zur Mitte des 16. Jahrhunderts parallel verwendet. Seit 1500 gehörte Tážaly zu den Gütern der Stadt Olmütz. Im Jahre 1550 ist letztmals Gross Desal zu finden, danach ausschließlich Blatec, Blatce (ab 1587), Blocz (1601), Blatze (ab 1655) und Blatz (1828). Dies lässt auch die Deutung zu, dass es sich bei Tážaly und Blatce um zwei, im 16. Jahrhundert verschmolzene Dörfer handeln könnte. Die Matriken werden seit 1653 in Charváty geführt. Der als Rundling angelegte Ort soll früher gänzlich umfriedet, und nur im nördlichen Teil durch zwei gegenüberliegende Tore von Osten und Westen zugänglich gewesen sein. Später erfuhr Blatce eine Erweiterung nach Osten, vor dem Tor entstand die aus zwei Häuserreihen bestehende Ansiedlung Zábraní. Bis zur Mitte des 19. Jahrhunderts blieb das Dorf immer der Stadt Olmütz untertänig.
Nach der Aufhebung der Patrimonialherrschaften bildete Blatec/Blatze ab 1850 eine Gemeinde in der Bezirkshauptmannschaft Olmütz. Bis zum Ende des 19. Jahrhunderts war das Dorf nur über Feldwege erreichbar und im Winter oder bei Regenwetter öfters von der Außenwelt abgeschnitten. Ab 1921 gehörte die Gemeinde zum Okres Olomouc-venkov. 1922 wurde der Dorfanger, der bis dahin ein mit Birnbäumen bestandener Wiesenplatz war, über den die morastige Romza floss, auf Initiative des Oberlehrers Alois Grunt umgestaltet und die Grundstücke zusammengelegt. 1950 kam die Gemeinde zum Okres Olomouc-okolí und seit dessen Aufhebung im Jahre 1961 gehört sie zum Okres Olomouc. 1980 verlor Blatec seine Eigenständigkeit und wurde zum Ortsteil von Kožušany. Seit 1990 bildet Blatec wieder eine eigene Gemeinde.

## Gemeindegliederung
Für die Gemeinde Blatec sind keine Ortsteile ausgewiesen. Grundsiedlungseinheiten sind Blatec und Kocanda.

## Sehenswürdigkeiten
- Kapelle der hl. Margarethe aus dem Dorfplatz